# Гидрофор

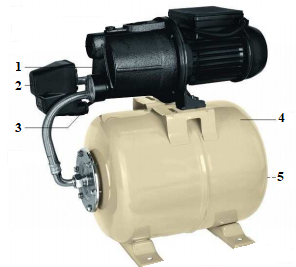
Устройство гидрофора: 1 — насос; 2 — реле давления; 3 — манометр; 4 — расширительный бак; 5 — штуцер для нагнетания воздуха

Гидрофо́р (также называется насосной станцией) (греч. υδροφόρος υδρο — вода φόρος — нести, «водонос, водовоз») — герметичная цистерна, заполненная водой и сжатым воздухом с автоматизированным управлением.

## Принцип работы
Гидрофор — единая система, состоит из цистерны для воды, насоса и блока управления. Принцип работы заключается в нелинейном изменении давления по отношению к объёму потреблённой воды. Вода вытесняется сжатым воздухом, пока не будет достаточного давления для отключения насоса. После этого включается подающий воду насос, гидрофор заполняется.

## Использование
Используется в системах водоснабжения загородных домов, на суднах. Вода на суднах хранится в запасных цистернах, затем подаётся в расходные. Система забортной воды отличается — отсутствуют запасные цистерны, вода подводится сразу к расходным.

## Сравнение с гидроаккумуляторами
В отличие от гидроаккумуляторов (гидробаков), используемых в береговых системах водоснабжения, в гидрофоре обычно отсутствует резиновая мембрана, разделяющая среды.